# Han Duck-soo
Han Duck-soo (* 18. Juni 1949 in Jeonju) ist ein südkoreanischer Politiker. Er war von 2022 bis 2025 mit Unterbrechungen Premierminister der Republik Korea. Dieses Amt hatte er bereits 2006 (Vize-Premierminister) sowie von 2007 bis 2008 (Premierminister) inne. 2024 amtierte er für 13 Tage als Interimspräsident. Ab März 2025 war er erneut Interimspräsident. Am 1. Mai 2025 erklärte er seinen Rücktritt als Premierminister und damit auch als amtierender Präsident, weil er eine Kandidatur bei der Präsidentschaftswahl in Südkorea 2025 in Erwägung zog, Nachfolger wurde Bildungsminister Lee Ju-ho.

## Leben
Han studierte Wirtschaftswissenschaften an der Seoul National University, wo er 1971 seinen Abschluss machte. 1983 schloss Han ein Masterstudium in Wirtschaftswissenschaften an der Harvard University in den USA ab, ein Jahr später promovierte er dort.
Seine Laufbahn im öffentlichen Dienst begann er bereits während der Zeit der autoritären Regierungen in Südkorea. Nach 1987 bekleidete er hohe Posten in verschiedenen Regierungen.
Han wurde im März 2005 Finanzminister. Nach dem Rücktritt von Lee Hae-chan am 15. März 2006 bis zur Amtseinführung von Han Myung-sook am 19. April 2006 war Han geschäftsführender Premierminister Südkoreas. Im Juli 2006 trat er als Finanzminister zurück.
Vom 2. April 2007 bis zum 29. Februar 2008 war er Premierminister unter dem liberalen Präsidenten Roh Moo-hyun. Von Februar 2009 bis Februar 2012 war er südkoreanischer Botschafter in den Vereinigten Staaten. Vom 20. Mai 2022 bis zum 27. Dezember 2024 diente er erneut als Premierminister, diesmal unter Präsident Yoon Suk-yeol.
Nach einem gescheiterten Putschversuch von Präsident Yoon, bei dem dieser am 3. Dezember 2024 versucht hatte, die Opposition durch die Verhängung des Kriegsrechts auszuschalten, wurde Han am 14. Dezember 2024 vom südkoreanischen Parlament zum Interimspräsidenten ernannt. Am 27. Dezember 2024 wurde er vom Parlament vom Dienst suspendiert, sowohl als Premierminister als auch als Interimspräsident. Am 24. März 2025 wurde er vom Verfassungsgericht in beide Ämter wieder eingesetzt. Choi Sang-mok vertrat ihn in beiden Ämtern. Schließlich trat er am 1. Mai 2025 von seinen Staatsämtern zurück, um als unabhängiger Kandidat bei der Präsidentschaftswahl am 3. Juni anzutreten.
Mit Hans Kandidatur zeichnete sich eine Spaltung der konservativen Wählerschaft ab, da sich die Partei Gungminui-him bereits für den früheren Arbeitsminister Kim Moon-soo als Präsidentschaftskandidaten ausgesprochen hatte. Es kam daher zu Gesprächen von Han mit der Gungminui-him, sich auf einen alleinigen konservativen Kandidaten festzulegen. Die Parteiführung annullierte daraufhin Kims Nominierung, die Parteibasis sprach sich aber am 10. Mai 2025 in einer Mitgliederbefragung gegen Han aus. Einen Tag später beendete Han seine Kampagne für eine Präsidentschaftskandidatur und erklärte seine Unterstützung für Kim Moon-soo, der erneut als Kandidat der Gungminui-him eingesetzt wurde.